# La torre di Nesle
Pour plus de détails, voir Fiche technique et Distribution.
La torre di Nesle est un film italien réalisé par Febo Mari, sorti en 1925.
Ce film muet en noir et blanc est une adaptation de la pièce de théâtre La Tour de Nesle (1832) d'Alexandre Dumas et Frédéric Gaillardet qui racontait les amours légendaires de la reine Marguerite de Bourgogne.

## Fiche technique
- Titre : La torre di Nesle
- Titre original : La torre di Nesle
- Réalisation : Febo Mari
- Scénario : D'après La Tour de Nesle d'Alexandre Dumas et Frédéric Gaillardet
- Producteur : Trinacria Films
- Société de distribution : Trinacria Films
- Format : Noir et blanc — 35 mm — 1,33:1 — Muet
- Longueur de pellicule : 1 288 mètres
- Pays : Royaume d'Italie
- Langue : italien
- Genre : Drame
- Durée :
- Dates de sortie :
  -  Royaume d'Italie : février 1925

## Distribution
- Cellio Bucchi : Buridan
- Andrea Revkieff : Marguerite de Bourgogne